# Rivière Toussaint
Pour les articles homonymes, voir Toussaint (homonymie).
La rivière Toussaint est un affluent de la rive nord du réservoir Gouin, coulant au Québec, au Canada dans la région administrative :
- du Nord-du-Québec : Eeyou Istchee Baie-James, cantons de Chambalon et de Balète ;
- de la Mauricie : territoire de la ville de La Tuque : cantons de Balète, de Marceau, de Perrier et de Toussaint.

La foresterie constitue la principale activité économique de cette vallée ; les activités récréotouristiques, en second.
La route 212 dessert le village d'Obedjiwan lequel est situé sur une péninsule de la rive nord du réservoir Gouin. Cette route s'étire vers le nord-est longeant la rive nord du réservoir Gouin jusqu'à une courbe routière située entre le lac Dubois et le lac Normandin ; puis bifurque vers le sud-est pour desservir le côté est du réservoir Gouin, et ainsi relier La Tuque via le village de Wemotaci. Quelques branches de routes forestières desservent la partie supérieure de la vallée de la rivière Toussaint.
La surface de la rivière Toussaint est habituellement gelée de la mi-novembre à la fin avril, toutefois la circulation sécuritaire sur la glace se fait généralement du début décembre à la fin de mars.

## Géographie
Les bassins versants voisins de la rivière Toussaint sont :
- côté nord : lac Surprise, lac Caopatina, lac des Vent, rivière Opawica ;
- côté est : Rivière Kakospictikweak, réservoir Gouin, lac McSweeney, lac Magnan, rivière Wapous ;
- côté sud : lac Kamitcikamak, baie Kanatakompeak, réservoir Gouin, lac du Mâle, rivière Nemio, lac Bureau ;
- côté ouest : lac du Mâle, ruisseau Plamondon, rivière Pascagama, lac Saint-Cyr, rivière Macho.

La rivière Toussaint prend naissance à l’embouchure d’un lac Coutras (longueur : 1,1 km ; altitude : 480 m) situé dans le canton de Chambalon. L’embouchure de ce lac de tête est située à :
- 41,6 km au nord de l’embouchure de la rivière Toussaint (confluence avec une baie du réservoir Gouin) ;
- 47,7 km au nord du centre du village de Obedjiwan (aménagé sur une presqu’île de la rive nord du réservoir Gouin) ;
- 97,7 km au nord-ouest du barrage à l’embouchure du réservoir Gouin (confluence avec la rivière Saint-Maurice) ;
- 152,5 km au nord-est du centre du village de Wemotaci ;
- 212,8 km au nord-ouest du centre-ville de La Tuque[2].

À partir de l’embouchure du lac Coudras, le cours de la rivière Toussaint coule sur 56,0 km selon les segments suivants :
Cours supérieur de la rivière Toussaint (segment de 28,6 km)
- 2,3 km vers le nord-est, en traversant un petit lac non identifié (altitude : 468 m) sur 0,5 km, jusqu’à son embouchure ;
- 6,6 km vers le sud-est en traversant sur 2,1 km le lac Lingen (longueur : 2,9 km ; altitude :  433 m), jusqu’à l’embouchure du lac Ligen. Note : Ce lac chevauche le canton de Chambalon et de Balète ;
- 6,9 km vers le sud-est dans le canton de Balète en traversant sur 4,2 km le lac Balète (longueur : 5,4 km ; altitude : 428 m), jusqu’à la limite nord de la ville de La Tuque ;
- 0,7 km vers le sud-est en traversant sur 2,6 km un lac constitué par l’élargissement de la rivière, jusqu’à son embouchure. Note : ce lac reçoit la décharge (venant de l'est) du lac Baptiste ;
- 6,2 km vers le sud-ouest en recueillant en début de segment le ruisseau Augusta (venant du nord) et en traversant sur 2,1 km un lac formé par l’élargissement de la rivière, jusqu’à la limite Est du canton de Marceau ;
- 5,6 km vers le sud-ouest dans le canton de Marceau, jusqu’à la limite nord du canton de Perrier ;

Cours inférieur de la rivière Toussaint (segment de 27,4 km)
- 6,0 km dans le canton de Perrier notamment en traversant le lac Perrier (longueur : 4,6 km ; altitude : 413 m) sur la pleine longueur, jusqu’à son embouchure ;
- 13,5 km vers le sud en recueillant du côté ouest les eaux du lac Kamatcimiskowok en formant un crochet sur 2,2 km vers l’est, puis en traversant deux lacs, jusqu’à la limite nord du canton de Toussaint ;
- 5,9 km vers le sud dans le canton de Toussaint en traversant le lac Gaudet (longueur : 3,6 km ; altitude : 405 m) (jadis désigné lac Potts) sur sa pleine longueur jusqu’à son embouchure. Note : La Passe Kaopitciwok est située dans la partie nord de ce lac lequel reçoit du Nord-Est la décharge du lac Aciminik ;
- 2,0 km vers le sud en coupant la route forestière R2046, jusqu’à la confluence de la rivière Toussaint avec le lac Kamitcikamak qui constitue une extension sur la rive nord du réservoir Gouin[3].

La confluence de la Rivière Toussaint avec le lac Kamitcikamak est située à :
- 69,9 km au nord-ouest du barrage Gouin ;
- 6,2 km au nord-est du centre du village de Obedjiwan ;
- 116,5 km au nord-ouest du centre du village de Wemotaci ;
- 208,1 km au nord-ouest du centre-ville de La Tuque ;
- 308,1 km au nord-ouest de l’embouchure de la rivière Saint-Maurice (confluence avec le fleuve Saint-Laurent à Trois-Rivières).

## Toponymie
Jadis, ce cours d’eau était désigné rivière Baptiste et rivière de la Rencontre.
Le toponyme rivière Toussaint a été officialisé le 5 décembre 1968 à la Commission de toponymie du Québec, soit à la création de cette commission.